# PGM-FI

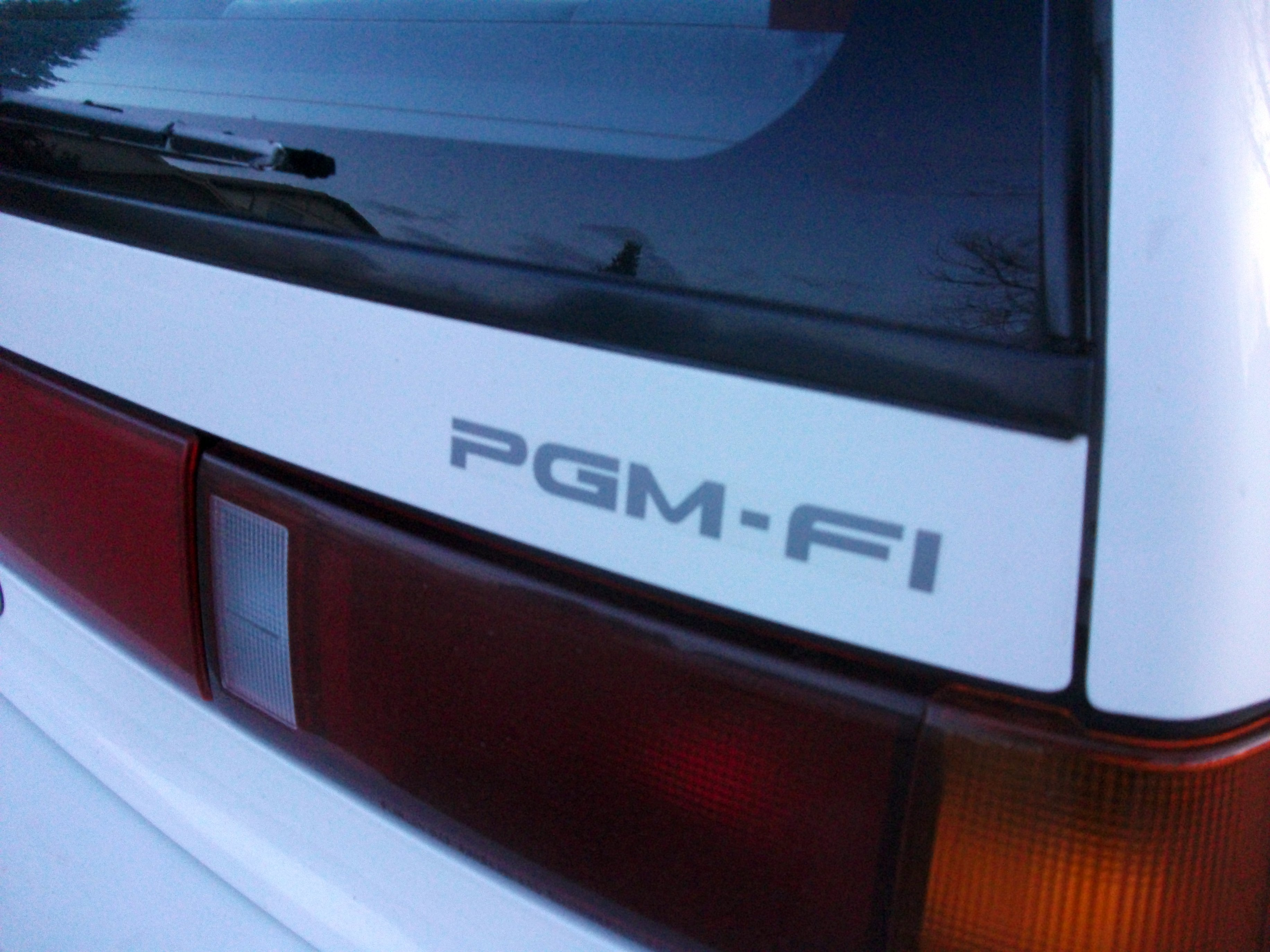
Logotipo en la parte trasera de un coche

El acrónimo PGM-FI, por sus siglas en inglés ProGraMmed-Fuel Injection (Inyección de combustible Programada), es el nombre dado por el fabricante japonés Honda para su sistema de inyección de combustible electrónico-digital para motores de combustión interna, que inyecta la cantidad correcta de combustible a los cilindros sobre la base de datos concretos del motor, disponible desde finales de 1980. Este sistema ha sido instalado tanto en motocicletas como en automóviles.

## Historia
Con sus orígenes a partir de las motocicletas turbo CX500 y CX650 en 1982 y 1983, respectivamente, Honda decidió expandir el uso del PGM-FI en sus automóviles a principios de 1980 con el motor ER montado en el Honda City Turbo. El sistema ganó popularidad en los años 1980 y se instaló más adelante en los motores A20A, A20A3 y A20A4 del Honda Accord y Honda Prelude, así como en sus motocicletas. En 1998, Honda construyó su tercera moto con inyección de combustible, la VFR800Fi. Actualmente su motocicleta XRE300 cuenta con este sistema de inyección, al igual que la serie CB, XR 190 y GLH 150.[cita requerida]

## Operación
La unidad de control de motor (ECU) cuenta con sensores que miden las temperaturas del motor, refrigerante, aceite y aire exterior, así como sensores de presión para controlar el combustible y la presión barométrica. Basándose en estas lecturas y la apertura de la mariposa del acelerador, la ECU calcula cuánto oxígeno y combustible debe mezclar para un rendimiento óptimo y eficiente.